# Caradoc Freichfras
Caradoc Vreichvras (mais corretamente em galês, Caradog Freichfras, significando Caradoc Braço Forte) foi um ancestral semi-lendário dos reis de Gwent que viveu durante o século V ou VI. Ele é lembrado na lenda arturiana como um dos cavaleiros da Távola Redonda como Carados Briefbras (francês para 'Caradoc Braço Curto').